# Franz Dusika
Franz „Ferry” Dusika (ur. 31 marca 1908 w Wiedniu, zm. 12 lutego 1984 tamże) – austriacki kolarz torowy, brązowy medalista mistrzostw świata.

## Kariera
W 1928 roku Franz Dusika wystartował na igrzyskach olimpijskich w Amsterdamie, gdzie wspólnie z Augustem Schafferem zajął piąte miejsce w wyścigu tandemów, a rywalizację w wyścigu na 1 km ukończył na piętnastej pozycji. Na rozgrywanych cztery lata później mistrzostwach świata w Rzymie zdobył brązowy medal w sprincie indywidualnym amatorów, ulegając jedynie Niemcowi Albertowi Richterowi oraz Włochowi Nino Mozzo. Wystąpił także na igrzyskach olimpijskich w Berlinie w 1936 roku, zajmując dziewiąte miejsce w wyścigu tandemów i odpadając w eliminacjach sprintu. Ponadto w 1942 roku zdobył wicemistrzostwo III Rzeszy w sprincie.